# Dipodascus armillariae
Dipodascus armillariae är en svampart som beskrevs av W. Gams 1983. Dipodascus armillariae ingår i släktet Dipodascus och familjen Dipodascaceae.   Inga underarter finns listade i Catalogue of Life.